# Глонти, Аграфина Павловна
Аграфина Павловна Глонти (1907, Гурийский уезд, Кутаисская губерния, Российская империя — неизвестно, Махарадзевский район, Грузинская ССР) — колхозница колхоза имени Тельмана Махарадзевского района, Грузинская ССР. Герой Социалистического Труда (1951).

## Биография
Родилась в 1907 году в крестьянской семье в одном из сельских населённых пунктов Гурийского уезда. После окончания местной начальной школы трудилась в сельском хозяйстве. Во время коллективизации вступила в колхоз имени Тельмана Махарадзевского района. На протяжении нескольких лет показывала высокие трудовые результаты в чаеводстве. За выдающиеся трудовые достижения в годы Четвёртой пятилетки (1946—1950) награждалась медалями, в том числе по итогам работы в 1948 году — Орденом Ленина.
В 1950 году собрала 6057 килограмма зелёного чайного листа на участке площадью 0,5 гектара. Указом Президиума Верховного Совета СССР от 5 июля 1951 года удостоена звания Героя Социалистического Труда за "получение в 1950 году высоких урожаев сортового зелёного чайного листа " с вручением ордена Ленина и золотой медали «Серп и Молот» (№ 6619).
После выхода на пенсию проживала в Махарадзевском районе. Дата смерти не установлена.
Награды
- Герой Социалистического Труда
- Орден Ленина — дважды (29.08.1949; 1951)
- Орден Трудового Красного Знамени (19.07.1950)